# Tinta Bruta
Tinta Bruta è un film del 2018 scritto e diretto da Marcio Reolon e Filipe Matzembacher.
Il film è stato presentato nella sezione Panorama al Festival di Berlino 2018, dove ha vinto il Teddy Award come miglior film a tematica LGBT.

## Trama
Pedro, giovane di Porto Alegre bullizzato a scuola, si guadagna da vivere esibendosi via webcam con lo pseudonimo di NeonBoy, dando vita ad esibizioni live dove ricopre il suo corpo nudo di vernice fluorescente. NeonBoy soddisfa i desideri dei vari utenti e ne sceglie solo uno da incontrare in una chat privata per soldi. Le cose iniziano a cambiare quando si rende conto che qualcuno, nella sua stessa città, lo sta copiando. Riesce a contattare e incontrare il suo "rivale", appuntamento che avrà conseguenze sentimentali e lavorative nella vita di entrambi.

## Distribuzione
Il film è stato presentato il 18 febbraio 2018 al Festival internazionale del cinema di Berlino nella sezione "Panorama". A marzo dello stesso anno è stato proiettato al Festival internazionale del cinema di Guadalajara.

## Palmarès
- 2018 - Festival internazionale del cinema di Berlino
  - Teddy Award per il miglior film
  - Premio CICAE - Panorama
- 2018 - Festival internazionale del cinema di Guadalajara
  - Premio Maguey per il miglior film
- 2018 - Torino Gay & Lesbian Film Festival
  - Miglior lungometraggio
  - Premio della giuria Young Lovers